# درألوئية (غلزار بردسير)
درألوئية (بالفارسية: درآلوئیه) هي قرية تقع في إيران في البلدة المركزية.